# Pentti Kauranen
Pentti Matti Kauranen, född 4 februari 1930 i Riga, död 2 maj 2021 i Helsingfors, var en finländsk kemist.
Kauranen blev student 1948, filosofie kandidat 1954 och filosofie doktor i Helsingfors 1966. Han var tillförordnad yngre lektor på Hangö samlyceum 1955–1956, kemist vid Atomienergia Oy 1957–1960, assistent vid Helsingfors universitet 1962–1972, biträdande professor i kemi vid Kuopio högskola (sedermera Kuopio universitet) 1972–1973 och professor där 1973–1993. Han har författat skrifter främst inom radiokemi och analytisk kemi.